# Baladi
Baladi, in arabo بلدي‎? baladī, aggettivo relativo per "città", "locale", "rurale", paragonabile alla parola "popolare" in italiano, con una connotazione di classe inferiore, può riferirsi a uno stile musicale egiziano, lo stile popolare della danza del ventre egiziana (Raqs Baladi), o il ritmo di Masmoudi Sogheir, che viene spesso usato nella musica baladi. A volte è anche scritto in inglese come "beledi" o "baladee".
In Egitto il termine baladi non si applica solo alla musica e alla danza locali, ma può anche applicarsi a molte altre cose considerate native, rurali, rustiche o tradizionali, ad esempio "pane baladi" o "Aish Baladi". È anche applicato a tipi di cibo e soprattutto a frutta e verdura provenienti da villaggi rurali.

## Baladi musica e danza
Baladi significa "del paese" ed è uno stile di danza popolare egiziana del XX secolo che è ancora molto popolare. Così, "Beledi egiziano" significa "del paese dell'Egitto". È nato quando i contadini si trasferirono in città e cominciarono a ballare in piccoli spazi. Gli egiziani hanno il popolo Baladi, il pane Baladi, i ritmi Baladi, la musica Baladi e la danza Baladi.
Il Baladi può assumere la forma di canzoni tradizionali, spesso con una struttura in versi-coro. Alcuni esempi popolari comprendono "That il Shibbak" e "Hassan ya Koulli". C'è anche una forma musicale improvvisata nello stile baladi.

### Improvvisazione Baladi
Questa è una forma strutturata di improvvisazione musicale, di solito tra un suonatore di tabla e un fisarmonicista o un sassofonista (sebbene occasionalmente il ney possa essere lo strumento principale). A volte viene indicato come un baladi taqsim, ashra baladi o progressione baladi.
Un baladi taqsim consiste in un numero di sezioni distinte. Ogni sezione ha una struttura tradizionale e l'ordinamento delle sezioni segue uno schema libero, anche se questo non sempre viene seguito. I musicisti generalmente non includono tutte le sezioni possibili, ma sceglieranno alcune di esse per costruire una struttura per il pezzo.
La maggior parte delle improvvisazioni baladi iniziano con un assolo strumentale (taqsim) da parte dello strumento principale. In seguito di solito c'è una chiamata e una risposta tra lo strumento e il batterista, che esegue una sezione ritmica lenta. Possono seguire ulteriori sezioni di chiamata e risposta e sezioni ritmiche più veloci. La parte centrale del pezzo può includere melodie di canzoni popolari o una sezione in stile Saidi. La sezione finale è normalmente il 'tet', che ha un tempo veloce e accenti staccati fuori ritmo.

### Danze baladi
Il Raqs baladi è la forma popolare/sociale della danza del ventre. È più stazionario del raqs sharqi, con un uso limitato delle braccia e l'attenzione è rivolta ai movimenti dell'anca. La danza Baladi ha un forte sentimento, con la ballerina che appare rilassata e fortemente legata al terreno. Viene eseguita su musica baladi o folk.
Typical costuming for performances of this dance style is a long dress covering the midriff, which may be plain and traditional, or heavily embellished. Traditionally, a baladi dress would resemble a theatrical version of traditional Egyptian clothing. The most common version has a straight skirt with side slits, long sleeves which may be slit to the elbows, and a scooped or shirt-style neckline. Striped fabrics or tulle bi-telli are popular. A sash may be worn around the hips, and a headscarf is often also worn. A baladi-style performance may include the use of sagat, or the dancer may perform with a cane (assaya).
I costumi tipici per le esibizioni di questo stile di danza è un abito lungo che copre l'ombelico, che può essere semplice e tradizionale, o molto abbellito. Tradizionalmente un vestito baladi assomiglia a una versione teatrale degli abiti tradizionali egiziani. La versione più comune ha una gonna dritta con spacchi laterali, maniche lunghe che possono essere tagliate ai gomiti e una scollatura scavata o in stile camicia. I tessuti a strisce o in tulle ricamato con filo metallico sono popolari. Una cintura può essere indossata intorno ai fianchi e spesso viene indossato anche un foulard. Uno spettacolo in stile baladi può prevedere l'uso di sagat, o il ballerino può esibirsi con un bastone (assaya).
Fifi Abdou, una delle leggende della danza del ventre egiziana del XX secolo, viene spesso descritta come ballerina in stile baladi.

### Ritmo 'Baladi'
In Occidente il ritmo Masmoudi Sogheir ("piccolo Masmoudi") nella musica araba viene spesso definito "baladi", perché è comunemente usato nella musica baladi. Questo è in qualche modo fuorviante, poiché ci sono molti altri ritmi che si trovano comunemente nello stile baladi (incluso Maqsoum, Saiidi e Fellahi) e questo ritmo si trova anche in altri stili musicali.
La struttura di base di questo ritmo, suonata sul darbuka, è la seguente:
```
1 & 2 & 3 & 4 &
D-D---T-D---T--
```

Le maiuscole rappresentano battute accentuate. Dum (D) è la mano dominante al centro del tamburo, Tek (T) può essere la mano dominante o non dominante sul bordo del tamburo. Ka (k) è solitamente la mano non dominante sul bordo del tamburo.
Il batterista ha la libertà di "riempire" tra queste battute accentuate come ritiene opportuno interpretare la musica. Un riempimento comune è:
```
1 & 2 & 3 & 4 &
D D tkT D tkT	
D D tkT D tkT tk
```

Qui la seconda versione ha un "ponte" per portarlo nella battuta successiva.

## Cibi baladi
In alcuni paesi del Medio Oriente, nei mercati, alcuni prodotti ortofrutticoli sono venduti e annunciati come prodotti "baladi", cioè nativi, naturali, freschi, non coltivati e non ingegnerizzati. Eish baladi o aish baladi è una focaccia rustica egiziana simile alla pita.